# Alúmina
La alúmina es el óxido de aluminio (Al2O3). Junto con la sílice, es el componente más importante en la constitución de las arcillas y los esmaltes, confiriéndoles resistencia y aumentando su temperatura de maduración.
El óxido de aluminio existe en la naturaleza en forma de corindón y de esmeril.
El óxido de aluminio es conocido como trióxido de dialuminio.
Tiene la particularidad de ser más duro que el aluminio y el punto de fusión de la alúmina son 2072 grados Celsius (2345,2 K) frente a los 660 grados Celsius (933,2 K) del aluminio.

## Estructura cristalina

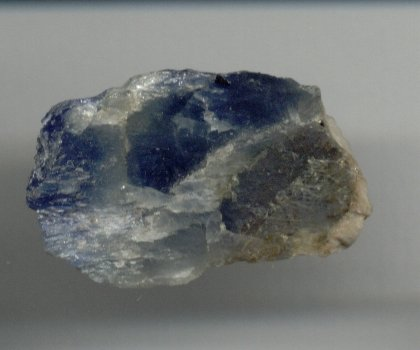
Corindón de Brasil, con tamaño alrededor de 2×3 cm.

La forma más común de óxido de aluminio cristalino se conoce como corindón, que constituye la forma estable. Los aniones oxígeno forman una estructura hexagonal compacta con cationes aluminio llenando dos tercios de los intersticios octaédricos. Cada centro de cationes Al3+ es octaédrico. En términos de su cristalografía, el corindón adopta una red trigonal de Bravais con un grupo espacial de R-3c (número 167 en las Tablas Internacionales). La celda primitiva contiene dos unidades de la fórmula de óxido de aluminio.
El óxido de aluminio también existe en otras fases, incluyendo las fases γ y η, la fase monoclínica θ, la fase hexagonal χ, la fase ortorrómbica κ y la fase δ, que puede ser tetragonal u ortorrómbica. Cada uno tiene una estructura y propiedad cristalina únicas. La forma cúbica γ-Al2O3 tiene importantes aplicaciones técnicas. El llamado β-Al2O3 resultó ser NaAl11O17.
El óxido de aluminio fundido cerca del punto de fusión es casi 2/3 tetraédrico (es decir, 2/3 de los cationes de aluminio están rodeados por 4 aniones de oxígeno vecinos), y 1/3 5-coordinado, muy poco (<5 %) del Al-O octaédrico se encuentra presente. Alrededor del 80 % de los aniones de oxígeno son compartidos entre tres o más poliedros de Al-O, y la mayoría de las conexiones interpoliédricas están compartidas en las esquinas, con el restante 10 a 20 % distribuidas en los bordes. El desglose de los octaedros tras la fusión va acompañado de un aumento de volumen relativamente grande (~ 20 %); la densidad del líquido cercana al punto de fusión es de 2,93 g/cm³.

## Propiedades
- Densidad: 3,86-4,05 g/cm³.
- Dureza Vickers: 1500-1650 kgf mm².
- Módulo de elasticidad: 300-400 GPa.
- Escala de Mohs: 9.

## Proceso de producción
La industria emplea el proceso Bayer para producir alúmina a partir de la bauxita. La alúmina es vital para la producción de aluminio (se requieren aproximadamente dos toneladas de alúmina para producir una tonelada de aluminio).
En el proceso Bayer, la bauxita es lavada, pulverizada y disuelta en sosa cáustica (hidróxido de sodio) a alta presión y temperatura; el líquido resultante contiene una disolución de aluminato de sodio y residuos de bauxita que contienen hierro, silicio, y titanio. Estos residuos se van depositando gradualmente en el fondo del tanque y luego son eliminados. Se los conoce comúnmente como "barro rojo".
La solución de aluminato de sodio clarificada es bombeada dentro de un enorme tanque llamado precipitador. Se añaden finas partículas de alúmina con el fin de inducir la precipitación de partículas de alúmina puras (proceso de siembra), una vez que el líquido se enfría. Las partículas se depositan en el fondo del tanque, se extraen y luego se someten a 1100 grados Celsius (1373,2 K) en un horno o calcinador, a fin de eliminar el agua que contienen, producto de la cristalización. El resultado es un polvo blanco, alúmina pura. La sosa cáustica es devuelta al comienzo del proceso y reutilizada.

## Aplicaciones

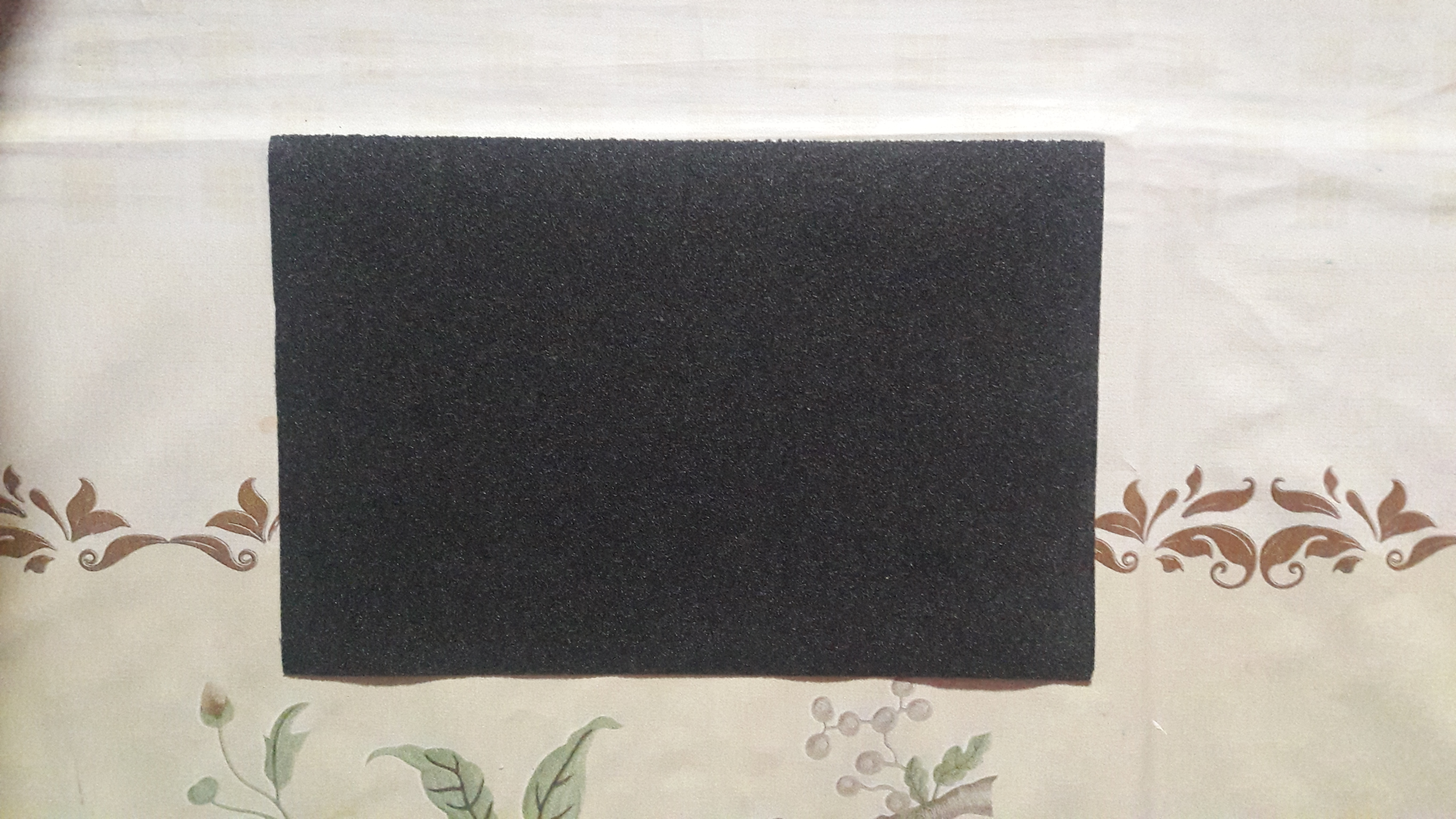
Lija de esmeril cuyo componente abrasivo es óxido de aluminio

La industria del aluminio primario utiliza la alúmina fundamentalmente como materia prima básica para la producción del aluminio. Además, la alúmina se utiliza por sus propias cualidades como material cerámico en condiciones de altas temperaturas o buenas propiedades tribológicas, como en:
- Aislante térmico y eléctrico para la parte superior de las cubas electrolíticas.
- Revestimiento de protección para evitar la oxidación de los ánodos de carbono.
- Tiene la capacidad de servir como aislante del proceso de oxidación (es un material inoxidable en revestimiento).
- También es utilizada para el secado del aire comprimido ya que tiene la propiedad de absorber el agua.
- En el área sanitaria de las prótesis dentales, se utiliza como base de la estructura de coronas y puentes, proporcionando gran dureza y resistencia, con bajo peso y estéticamente da buenos resultados gracias a su color blanco.
- En molinos de bolas empleados para preparar esmaltes u otros materiales cerámicos, como bolas de molienda.
- En la fabricación de termita mezclada al 50 % con óxido de hierro (II).
- Como aislante eléctrico en las bujías de los vehículos de gasolina.
- Como abrasivo en muchos procesos industriales de acabado, pulido, mecanizado por ultrasonidos.

También protege a los elementos de aluminio de la oxidación, a pesar de que el aluminio es uno de los metales que se oxidan más fácilmente. Esto ocurre porque en la superficie del material se forma una capa de alúmina que protege el interior de la pieza. Esta capa no se desprenderá ni se cuarteará porque el aluminio presenta un índice de Pilling-Bedworth ligeramente superior a 1 (de 1,28).